# ロシア連邦警護庁
ロシア連邦警護庁（ロシアれんぽうけいごちょう、露: Федеральная служба охраны、略称：ФСО、英: Federal Security Service、略称：FSO）は、ロシア連邦において大統領を始めとする政府の重要人物の警護、および政府庁舎の警備を主管している機関である。ロシア版シークレットサービス。
なお、2004年8月からは、政府通信の保障機能も遂行している。また、組織犯罪対策の裁判において、証人・裁判官・警察機関職員の警護などいわゆる証人保護プログラムも遂行している。任務遂行にあたっては一定の諜報・捜査権限も与えられている。
連邦警護庁の前身はソ連国家保安委員会 (KGB) 第9局である。このため当時の職員は通称デブヤチク（девячик:9番の意）と呼ばれていた。

## 歴史

### 警護総局
連邦警護庁の前身は、ソ連KGB第9局である。1991年8月のソ連8月クーデター未遂後、第9局はソ連大統領府に移管され、ソ連大統領府附属警護局となった。
一方、ロシア・ソビエト連邦社会主義共和国最高会議及び政府の警備は、1955年から最高会議に従属する内務省職員が従事していた。1990年までに、この部署は、施設保安・警備庁に改称された。1990年、ボリス・エリツィンの最高会議議長選出後、アレクサンドル・コルジャコフを長とする最高会議議長保安課が創設された。
1991年10月、保安・警備庁は、ソ連大統領府との合意により、ロシア・ソビエト連邦社会主義共和国最高国家権力・統制機関警備局に改称された。同年、ロシアの国家警護機関は、警護総局（Главного управления охраны；略称ГУО）に統合された。

### 連邦警護庁
1996年5月27日、国家警護法成立。同年6月19日、警護総局は連邦警護庁に改称され、大統領保安局はその機構部署に編入された。同年8月2日、連邦警護庁規程承認。
2004年8月7日、解散された連邦政府通信・情報局 (FAPSI) のSIGINT関係を除く全部門が連邦警護庁に編入された。
ウラジーミル・プーチン政権下では、FSOは大統領の警護だけでなく、世論調査、大統領に提出される諜報報告の作成、政策の立案や履行状況の点検、国有地の管理、サイバー攻撃への防衛、政府要人の監視など広範な業務・権限を担う「近衛兵」のような側近集団となっており、ロシアのインテリジェンス・コミュニティーにおいて高い地位を占めている。FSO職員は警護やスポーツ（ホッケー）、食事の支度を通してプーチンと親密な関係を築き、州知事や国家親衛隊司令官に抜擢された者もいる。一方で、FSO職員による汚職も指摘されている。

## 機構
- 大統領保安局
- 警護対策局
- 工学技術支援局
- 特殊通信・情報局
- 支援局
  - 特別任務ガレージ（公用車担当）
- モスクワ・クレムリン警備司令官局
  - 大統領連隊
  - 大統領音楽隊
- 行政局
- 報道局
- 管理局
- FSOアカデミー（旧FAPSIアカデミー、教育機関）

## 歴代長官
連邦警護庁長官のみ。
- Yu.クラピヴィン大将（1996年7月 - 2000年5月）
- エフゲニー・ムロフ上級大将（2000年5月 - 2016年5月）
- ドミトリー・コチネフ上級大将（2016年5月 - ）